# Emily Lloyd
Emily Alice Lloyd Pack (ur. 29 września 1970 w Londynie) – brytyjska aktorka filmowa, teatralna i telewizyjna, określana w latach 90. jako nadziei brytyjskiego kina i 'nowa brytyjska Marilyn Monroe'.

## Życiorys

### Wczesne lata
Urodziła się w Londynie jako córka Sheili (z domu Laden), znanej jako Sheila Hughes, agentka teatralna, która przez dłuższy czas była sekretarką agencji scenicznej Harolda Pintera, i Rogera Lloyda-Packa, aktora najlepiej znanego jako niezbyt inteligentny Colin "Trigger" Ball z popularnego sitcomu BBC Tylko głupcy i konie (Only Fools and Horses). Jej dziadek Charles Lloyd-Pack (1902–1983) był aktorem teatralnym. Po rozwodzie jej rodziców, matka z nowego związku miała córkę Charlotte.

### Kariera
W wieku piętnastu lat uczęszczała do londyńskiej Italia Conti School. Debiutowała na ekranie w roli 11-letniej Lyndy Mansell w komediodramacie Szkoda, że Cię tu nie ma (Wish You Were Here, 1987). Film był sukcesem na Festiwalu Filmowym w Cannes w 1987 roku i przyniósł jej nagrodę Evening Standard Film Award i nagrodę Narodowego Towarzystwa Krytyków Filmowych (1987) oraz nominację do nagrody BAFTA.
W komedii Cookie (1989) zagrała postać Carmeli 'Cookie' Voltecki, nieślubnej córki gangstera (Peter Falk). Potem wystąpiła jako Samantha Hughes w dramacie Normana Jewisona Na wrogiej ziemi (In Country, 1989) u boku Bruce’a Willisa. Nie dostała się do obsady komediodramatu Richarda Benjamina Syreny (Mermaids, 1989) z Bobem Hoskinsem z powodu kłopotów z Cher, która uważała, że Lloyd nie pasuje do roli jej córki, a rola przypadła Winonie Ryder. Kandydowała też do głównej roli w komedii romantycznej Pretty Woman (1990), którą ostatecznie przyjęła Julia Roberts.
Pojawiła się też w dramacie kryminalnym Chicago Joe i aktoreczka (Chicago Joe and the Showgirl, 1990) jako striptizerka Betty Jones z Kieferem Sutherlandem. Wkrótce potem została obsadzona w komediodramacie Woody’ego Allena Mężowie i żony (Husbands and Wives, 1992), ale po dwóch tygodniach została zwolniona przez Allena ze względu na jej kłopoty ze zdrowiem i przyjęto Juliette Lewis. Zagrała córkę pastora Jessie Burns w filmie biograficznym Roberta Redforda Rzeka wspomnień (A River Runs Through It, 1992) u boku Brada Pitta, Craiga Sheffera i Toma Skerritta. W 1995 roku została pierwotnie obsadzona w komedii sensacyjnej Odlotowa dziewczyna (Tank Girl), ale reżyser Rachel Talalay zrezygnował z jej udziału za odmowę golenia głowy i przyjął na jej miejsce Lori Petty. Wystąpiła w roli Annie Doherty w brytyjskim filmie sportowym Kiedy nadejdzie sobota (When Saturday Comes, 1996) z Seanem Beanem i Pete’em Postlethwaite’em, a także jako Annie McGee w dramacie wojennym Michaela Winterbottoma Aleja snajperów (Welcome to Sarajevo) ze Stephenem Dillane’em i Woodym Harrelsonem.
Grywała także na scenie. Po debiucie w roli Bella Kooling w spektaklu Max Klapper na scenie Electric Circus, 1997 roku trafiła na West End w przedstawieniu Pigmalion. Romans w pięciu aktach. W 2003 roku zagrała Ofelię w tragedii szekspirowskiej Hamlet, podczas Holland Park Theatre Festival na West London.
4 maja 2013, Lloyd wydała autobiografię Wish I Was There.

## Życie prywatne
Od 1992 roku Lloyd mówiła, że walczy z depresją i niepokojem, związanym z molestowaniem seksualnym w wieku pięciu lat przez rodzinę. Po próbie samobójstwa i problemie z samookaleczeniem, na początku lat 90. spędziła dwa tygodnie pod opieką psychiatryczną w Priory Hospital i klinice w Ameryce. Zostało u niej zdiagnozowane ADHD, umiarkowana schizofrenia, zaburzenia obsesyjno-kompulsyjne i zespół Tourette’a.
Związała się z muzykiem Christianem Juppem, z którym ma córkę (ur. w październiku 2014).